# Bomdila
Bomdila là một thị trấn thống kê (census town) của quận West Kameng thuộc bang Arunachal Pradesh, Ấn Độ.

## Địa lý
Bomdila có vị trí 27°15′B 92°24′Đ / 27,25°B 92,4°Đ Nó có độ cao trung bình là 2217 mét (7273 foot).

## Nhân khẩu
Theo điều tra dân số năm 2001 của Ấn Độ, Bomdila có dân số 6685 người. Phái nam chiếm 54% tổng số dân và phái nữ chiếm 46%. Bomdila có tỷ lệ 69% biết đọc biết viết, cao hơn tỷ lệ trung bình toàn quốc là 59,5%: tỷ lệ cho phái nam là 75%, và tỷ lệ cho phái nữ là 63%. Tại Bomdila, 13% dân số nhỏ hơn 6 tuổi.